# Małgorzata Braunek
Małgorzata Krystyna Braunek (ur. 30 stycznia 1947 w Szamotułach, zm. 23 czerwca 2014 w Warszawie) – polska aktorka filmowa i teatralna, w latach 1971–1974 aktorka Teatru Narodowego w Warszawie, laureatka Polskiej Nagrody Filmowej (Orła) za najlepszą drugoplanową rolę kobiecą w filmie Tulipany (2004); nauczycielka zen.

## Życiorys
Urodziła się w Szamotułach, jako córka oficera kawalerii i rotmistrza Wojska Polskiego II RP Władysława Alojzego Braunka (1902−1963) i jego żony Anny Ruty z domu Beni (1911−2000). Została wychowana w tradycji luterańskiej, z którą związana była jej matka, podczas gdy ojciec był katolikiem. Od dziewiątego do piętnastego roku życia trenowała pływanie.
W 1966 ukończyła naukę w XVIII Liceum Ogólnokształcącym im. Jana Zamoyskiego w Warszawie, po czym do 1969 studiowała na Wydziale Aktorskim Państwowej Wyższej Szkoły Teatralnej w Warszawie, której jednak nie ukończyła z powodu rozpoczęcia kariery filmowej. 
W 1970 została wyróżniona jako Gwiazda Sezonu Filmowego. Zagrała w przeszło 20 filmach. Pierwszą ważną rolę zagrała w  Polowaniu na muchy Andrzeja Wajdy. Największą popularność przyniosły jej główne role Oleńki Billewiczówny w Potopie Jerzego Hoffmana oraz Izabeli Łęckiej serialu telewizyjnym Lalka Ryszarda Bera. Pod koniec lat 70. przerwała karierę, by zająć się życiem rodzinnym i podróżami. W trakcie podróży po Azji zafascynowała się filozofią zen i buddyzmem.
Do aktorstwa wróciła w połowie lat 90., grając w trzech spektaklach Teatru Telewizji i w filmie Łukasza Wylężałka Darmozjad polski. Następnie zagrała, napisaną specjalnie dla niej przez Jacka Borcucha, rolę w filmie Tulipany (2004), za którą otrzymała Orła za najlepszą drugoplanową rolę kobiecą oraz główną nagrodę za rolę drugoplanową na Festiwalu Polskich Filmów Fabularnych w Gdyni. Pod koniec życia występowała w serialu Dom nad rozlewiskiem i jego kilku kontynuacjach.
Poza filmem grała na scenie Teatru Narodowego w Warszawie w latach 1971–1974. W 2010 zagrała Elżbietę Vogler w spektaklu Krystiana Lupy pt. Persona. Ciało Simone w Teatrze Dramatycznym w Warszawie.

## Odznaczenia
25 marca 2014 została odznaczona złotym medalem Zasłużony Kulturze Gloria Artis. Postanowieniem prezydenta Rzeczypospolitej Polskiej Bronisława Komorowskiego z 10 kwietnia 2014 została odznaczona Krzyżem Oficerskim Orderu Odrodzenia Polski za wybitne osiągnięcia w pracy artystycznej i społecznej oraz za zasługi na rzecz przemian demokratycznych w Polsce.

## Życie prywatne

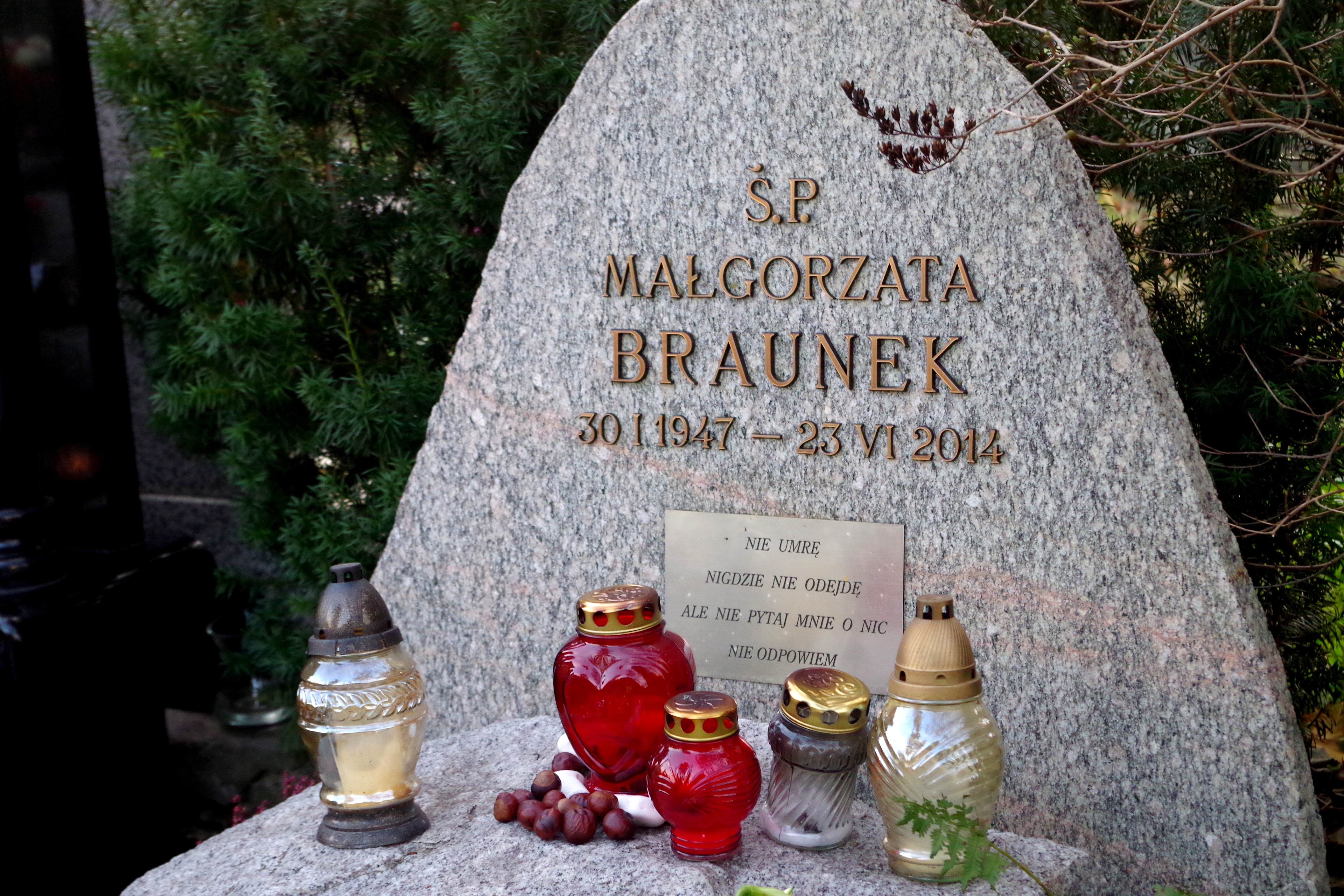
Grób Braunek na cmentarzu ewangelicko-augsburskim w Warszawie (2017)

Była trzykrotnie zamężna: z aktorem Januszem Guttnerem, z reżyserem Andrzejem Żuławskim (rozwód w 1976), a do śmierci z pisarzem i buddystą Andrzejem Krajewskim. Była matką reżysera Xawerego Żuławskiego oraz aktorki Oriny Krajewskiej (ur. 1987).
Była buddystką, zwierzchnikiem Związku Buddyjskiego Kanzeon, 25 stycznia 2011 otrzymała tytuł rōshiego od rōshiego Dennisa Genpo Merzela. Wspierała ruch na rzecz praw człowieka w Chińskiej Republice Ludowej. Była także wegetarianką, wspierała akcje na rzecz praw zwierząt. Razem z Mają Ostaszewską i Ksawerym Jasieńskim w 2007 nagrała adaptację audio buddyjskich bajek zebranych przez Rafe Martina w zbiorze Głodna tygrysica (wyd. Wydawnictwo Elay, 2006).
Zmarła w Warszawie 23 czerwca 2014. Przyczyną śmierci był rak jajnika. W dniach 23−30 czerwca odbywały się buddyjskie uroczystości pogrzebowe. Została pochowana 5 lipca 2014 w grobie swojej matki na cmentarzu ewangelicko-augsburskim w Warszawie (aleja 44a, grób 56). Pogrzeb miał charakter świecki, lecz 6 lipca 2014 zostało odprawione nabożeństwo żałobne w luterańskim kościele Świętej Trójcy.

## Filmografia
- 1967: Żywot Mateusza jako Anna
- 1967: Wycieczka w nieznane jako dziewczyna Roberta
- 1967: Skok jako Teresa
- 1968: Wniebowstąpienie jako Raisa Wołkowa-Goldstein
- 1968: Ruchome piaski jako Anka
- 1969: Polowanie na muchy jako Irena, kochanka Włodka
- 1970: Lokis: Rękopis profesora Wittembacha jako Julia Dowgiałło
- 1971: Trzecia część nocy jako Helena, żona Michała – Marta
- 1972: Diabeł jako narzeczona
- 1973–1974: Potop jako Oleńka Billewiczówna
- 1976: Wielki układ jako Marta Nowicka, żona Stefana
- 1977: Wejście w nurt jako Małgorzata, przyjaciółka Anny
- 1977: Lalka jako Izabela Łęcka
- 1997: 13 posterunek jako zgwałcona kobieta (odc. 1)
- 2004: Tulipany jako Marianna
- 2004: Glina jako malarka Tatiana Zubrzycka (odc. 7)
- 2004: Bulionerzy jako Marta Berger, matka Damiana (odc. 12)
- 2005: Pensjonat pod Różą jako Wiesława Pasternak
- 2005: Pełną parą jako Bogusia Lamarti
- 2007: Z Miłości jako Marta, matka Róży
- 2007: Ekipa jako siostra przełożona szarytek z Międzyborka (odc. 12)
- 2009: Dom nad rozlewiskiem jako Barbara Jabłonowska, matka Małgorzaty
- 2010: Miłość nad rozlewiskiem jako Barbara Jabłonowska, matka Małgorzaty
- 2011: Życie nad rozlewiskiem jako Barbara Jabłonowska, matka Małgorzaty
- 2012: Nad rozlewiskiem jako Barbara Jabłonowska, matka Małgorzaty
- 2013–2014: Cisza nad rozlewiskiem jako Barbara Jabłonowska, matka Małgorzaty

## Dubbing
- 2010: Alicja w Krainie Czarów